# Urapteroides diana
Urapteroides diana är en fjärilsart som beskrevs av Swinhoe. Urapteroides diana ingår i släktet Urapteroides och familjen Uraniidae. Inga underarter finns listade i Catalogue of Life.